# (37913) 1998 FO90
1998 FO90 (asteroide 37913) é um asteroide da cintura principal. Possui uma excentricidade de 0.13838900 e uma inclinação de 3.66507º.
Este asteroide foi descoberto no dia 24 de março de 1998 por LINEAR em Socorro.